# Homalopygus pluristriatus
Homalopygus pluristriatus är en skalbaggsart som beskrevs av August Reichensperger 1929. Homalopygus pluristriatus ingår i släktet Homalopygus och familjen stumpbaggar. Inga underarter finns listade i Catalogue of Life.